# COVID-19-Pandemie in Litauen
Die COVID-19-Pandemie in Litauen tritt als regionales Teilgeschehen des weltweiten Ausbruchs der Atemwegserkrankung COVID-19 auf und beruht auf Infektionen mit dem Ende 2019 neu aufgetretenen Virus SARS-CoV-2 aus der Familie der Coronaviren. Die COVID-19-Pandemie breitet sich seit Dezember 2019 von China ausgehend aus. Ab dem 11. März 2020 stufte die Weltgesundheitsorganisation (WHO) das Ausbruchsgeschehen des neuartigen Coronavirus als Pandemie ein.

## Verlauf
Am 18. März 2020 wurde der erste COVID-19-Fall in Litauen bestätigt. Am 20. März 2020 wurde der erste COVID-19-bedingte Todesfall in Litauen bestätigt.

## Statistik
Die Fallzahlen entwickelten sich während der COVID-19-Pandemie in Litauen wie folgt:

### Infektionen

Bestätigte Infizierte in Litauen nach Daten der WHO. Oben kumuliert, unten Tageswerte

### Todesfälle

Bestätigte Todesfälle in Litauen nach Daten der WHO. Oben kumuliert, unten Tageswerte

## Reaktionen und Maßnahmen
Die litauische Regierung verhängte vom 16. bis 30. März 2020 eine Ausgangssperre, die später bis zum 13. April 2020 verlängert wurde. Im November 2020 ging Litauen für drei Wochen in einen Teil-Lockdown. Gastronomische Betriebe dürfen bis zum 29. November nur noch außer Haus verkaufen, Freizeit-, Kultur-, Unterhaltungs- und Sportstätten mussten schließen und Veranstaltungen und Versammlungen an öffentlichen Orten wurden untersagt. Am 16. Dezember 2020 ging das Land  in einen bis 31. Januar verhängten Lockdown inklusive Kontaktbeschränkungen, geschlossenen Geschäften und Online-Unterricht für Schüler.